# Consejo de Comunidades Castellanas
El Consejo de Comunidades Castellanas fue un proyecto de organismo, pues jamás tomó forma, del año 1999. Iba a estar formado por los entonces presidentes autonómicos de la Comunidad de Madrid, Castilla y León y Castilla-La Mancha: Alberto Ruiz-Gallardón, Juan José Lucas y José Bono respectivamente. El nombre de Consejo de Comunidades Castellanas apareció en la prensa por primera vez en julio de 1999.

## Historia
El texto del primer Estatuto de Autonomía la Comunidad de Madrid (1983) contemplaba en su artículo 31.3 una colaboración "especial" con las que denominaba ya "comunidades castellanas": "la Comunidad Autónoma de Madrid, por su tradicional vinculación, mantendrá relaciones de especial colaboración con las Comunidades castellanas, para lo cual podrá promover la aprobación de los correspondientes acuerdos y convenios". Este artículo, el 31.3, continúa en vigor a fecha de hoy (junio de 2016).
En los últimos años de la década de 1990, las reuniones de los citados presidentes se hicieron más frecuentes. En enero de 1998, en una reunión en Toledo, los tres presidentes coincidieron en la necesidad de una reforma del Senado para que fuera la Cámara de las Autonomías y en que ésta se hiciera cuanto antes. El objetivo inicial de esta reunión fue abordar la puesta en marcha de convenios de colaboración en materia de carreteras y de medio ambiente.
Más tarde, en julio de 1999, Alberto Ruiz-Gallardón, con el objetivo de decidir con un ente estable sobre las cuestiones que afectaban y afectan a tres de las "comunidades castellanas", manifestó en el debate de investidura como presidente de la Comunidad de Madrid su intención de crear un órgano "de decisión" común con las dos Castillas, con el objetivo de "unir unas voces que siempre han tenido mucho en común para establecer convenios y proponer al Estado actuaciones que beneficiarán a un muy considerable número de ciudadanos que superan el ámbito territorial de cada Comunidad" (A. Ruiz-Gallardón, Asamblea de Madrid, 6-VII-1999).
A finales de julio de 1999, un diario madrileño anunciaba "el pacto de Madrid y las dos Castillas fijará que Telemadrid emita en las tres regiones". Por entonces, las televisiones autonómicas de Castilla-La Mancha (2001) y Castilla y León (2009) no existían. Esta extensión de Telemadrid a las comunidades castellanas citadas no partía de la nada, pues ya se anunció en 1997 que la televisión autonómica madrileña emitiría informativos para las comunidades castellanas citadas. De estas emisiones de informativos, la prensa decía: "Que luego esas emisiones se puedan ver en Toledo o Valladolid es [sic] una casualidad a la que nadie se opondrá".

## Presidentes
| Presidentes de las Comunidades Autónomas que componen el Consejo | Presidentes de las Comunidades Autónomas que componen el Consejo | Presidentes de las Comunidades Autónomas que componen el Consejo | Presidentes de las Comunidades Autónomas que componen el Consejo |
| ---------------------------------------------------------------- | ---------------------------------------------------------------- | ---------------------------------------------------------------- | ---------------------------------------------------------------- |
| Partido político                                                 |                                                                  | Partido Socialista Obrero Español                                | Partido Socialista Obrero Español                                |
| Partido político                                                 | Partido Popular                                                  |                                                                  |                                                                  |
| Cargo                                                            | Titular                                                          | Titular                                                          | Titular                                                          |
| Presidente de la Junta de Castilla y León                        |                                                                  | Alfonso Fernández Mañueco                                        | PP CyL                                                           |
| Presidenta del Gobierno de La Comunidad de Madrid                |                                                                  | Isabel Díaz Ayuso                                                | PP-CAM                                                           |
| Presidente de la Junta de Comunidades de Castilla-La Mancha      |                                                                  | Emiliano García-Page                                             | PSCLM                                                            |

## Reuniones

### Covid-19
- Reunión de Ávila (octubre de 2020).[7]